# 新北門
新北门又名障川门，是上海县县城城门，現已拆除。城门的位置相当于今中華人民共和國上海市黃浦區丽水路北端。後人民路、麗水路一帶地區被稱為新北门。
明朝嘉靖三十二年（1553年）上海县建城墙时設立小东门、大东门、小南门、大南门、西门北门六座城门。清朝咸丰四年（1854年），法军配合清军攻打小刀会武裝時，炸开北城一个缺口。小刀会被镇压后，该缺口略加修葺堵塞，1860年太平军攻占苏南、进攻上海，英、美、法三国同意组织洋枪队配合清军攻打太平军，駐扎在靠近黄浦江一带的洋泾浜。為方便洋枪队進出上海縣縣城，上海縣在法军炸开的城墙缺口处兴建新门，該城門被称作新北门。由于该门是战时临时修建，施工粗糙，太平天國被鎮壓後战后上海縣各界对该门保留意见不一。部分人认为由於上海縣城墻阻隔，进出不便，建议保留该门。苏松道道员应宝时赞同。潮州商人郭学玩愿意承担修门的费用，於是新修新北門的工事于同治五年（1866年）夏开工，1867年年初完工。由江苏巡抚李鸿章题名障川门，取韩愈《进学解》中「障百川而东之，回狂澜于既倒」之意。1912年上海縣城墻拆除時新北门也被拆除。
二十世纪初，原新北门所在區域內開設了腌鱼、腊肉、豆粮、南货、水烟、香烛、中药等商店。1920年代后，又增设五金、颜料商店。其中雷允上（诵芬堂）中药店就位於當地。後沿人民路北侧開設有大华百货公司、佳美装潢五金商店、新兴日用材料商店。11路、64路公交车设有名為新北门的車站。